# Доњи Храшћан
Доњи Храшћан је насељено место у саставу општине Доњи Краљевец у Међимурској жупанији, Хрватска. До територијалне реорганизације у Хрватској налазио се у саставу старе општине Чаковец.

## Становништво
На попису становништва 2011. године, Доњи Храшћан је имао 547 становника.

## Попис1991.
На попису становништва 1991. године, насељено место Доњи Храшћан је имало 592 становника, следећег националног састава:
| Попис 1991.‍  | Попис 1991.‍  | Попис 1991.‍ | Попис 1991.‍ | Попис 1991.‍ |
| ------------ | ------------ | ----------- | ----------- | ----------- |
|              |              |             |             |             |
| Хрвати       | Хрвати       |             | 583         | 98,47%      |
| Словенци     | Словенци     |             | 3           | 0,50%       |
| Срби         | Срби         |             | 2           | 0,33%       |
| неопредељени | неопредељени |             | 1           | 0,16%       |
| непознато    | непознато    |             | 3           | 0,50%       |
| укупно: 592  |              |             |             |             |